# Robin Hack
Robin Hack (Pforzheim, 1998. augusztus 27. –) német utánpótlás-válogatott labdarúgó, a Borussia Mönchengladbach játékosa.

## Pályafutása

### Klubcsapatokban
A Calmbach és a Karlsruher SC csapatainál ismerkedett meg a labdarúgás alapjaival, majd 2012-ben a TSG 1899 Hoffenheim akadémiájára került. 2017. július 29-én a második csapatban a Kickers Offenbach elleni negyedosztályú mérkőzésen mutatkozott be. Október 1-jén debütált a bajnokságban az első csapatban az SC Freiburg csapata ellen, a 14. percben Sandro Wagner passzából gólt szerzett, majd a 42. percben megsérült. 2019 nyarán aláírt az 1. FC Nürnberg csapatához 2023. június 30-ig. 2021 augusztusában az Arminia Bielefeld csapatába igazolt négy évre. 2023. június 26-án négyéves szerződést írt alá a Borussia Mönchengladbach csapatával. 2024. április 20-án megszerezte első mesterhármasát a Bundesligába a TSG 1899 Hoffenheim ellen 4–3-ra elvesztett bajnoki találkozón.

### A válogatottban
A 2017-es U19-es labdarúgó-Európa-bajnokságon részt vett a válogatottal, amely a csoportjuk 3. helyén végzett. 2017. szeptember 4-én mutatkozott be az U20-as válogatottban Csehország ellen góllal.

## Statisztika
2020. január 12-i állapot szerint.
| Klub                | Szezon   | Bajnokság | Bajnokság | Kupa  | Kupa | Nemzetközi | Nemzetközi | Összesen | Összesen |
| Klub                | Szezon   | Mérk.     | Gól       | Mérk. | Gól  | Mérk.      | Gól        | Mérk.    | Gól      |
| ------------------- | -------- | --------- | --------- | ----- | ---- | ---------- | ---------- | -------- | -------- |
| TSG Hoffenheim II   | 2017–18  | 17        | 3         | –     | –    | –          | –          | 17       | 3        |
| TSG Hoffenheim II   | 2018–19  | 9         | 1         | –     | –    | –          | –          | 9        | 1        |
| TSG Hoffenheim II   | Összesen | 26        | 4         | 0     | 0    | 0          | 0          | 26       | 4        |
| TSG 1899 Hoffenheim | 2017–18  | 3         | 1         | 1     | 0    | 1          | 0          | 5        | 1        |
| TSG 1899 Hoffenheim | 2018–19  | 0         | 0         | 0     | 0    | 1          | 0          | 1        | 0        |
| TSG 1899 Hoffenheim | Összesen | 3         | 1         | 1     | 0    | 2          | 0          | 6        | 1        |
| 1. FC Nürnberg      | 2019–20  | 17        | 6         | 1     | 0    | –          | –          | 18       | 6        |
| 1. FC Nürnberg      | Összesen | 17        | 6         | 1     | 0    | 0          | 0          | 18       | 6        |
| Összesen            | Összesen | 46        | 11        | 2     | 0    | 2          | 0          | 50       | 11       |